# Battle Born (песня)
Battle Born — первый сингл американской грув-метал группы Five Finger Death Punch из их пятого студийного альбома The Wrong Side of Heaven and the Righteous Side of Hell, Volume 2. Сингл вышел на радио 9 сентября 2013 года, а клип на песню был выложен на Youtube 2 октября 2013 года.

## Предпосылки
По словам Айвена Муди, вокалиста группы, после 24 месяцев путешествий ему казалось, что он побывал везде и пожал руки всем, кому можно, и несмотря на то, что он всегда мечтал об этом, все происходящее физически и психологически его изматывало. Из-за того, что Айвен потерял ход времени, все перелёты, переезды и концерты смешались между собой и стали «далёкой реликвией прошлого». В заключение он отметил:

За всё приходится бороться. Каждое желание, каждая мечта, каждая идея реализуется только через пот, кровь и жертвы... Мы все рождены в бою.
Оригинальный текст (англ.)Everything worth fighting for you will actually HAVE TO fight for. Every wish, every dream, every idea comes to existence only through blood, sweat, and sacrifice... we are all Battle Born
— 

## Создание
«Battle Born» была одна из первых песен, записанных группой для альбомов The Wrong Side of Heaven and the Righteous Side of Hell, Volume 1 и Volume 2. Айвен Муди рассказывал, что песня появилась естественным образом, так как группа давала концерты 10 месяцев в год, и за несколько лет у него скопилось напряжение, которые вылилось в песню. Также он отмечал, что «Battle Born» характеризует группу как единицу. Джейсон Хук говорил, что песня была написана очень быстро, хотя группа до этого не делала песен в размере 3/4.

## Рецензии
Рик Флорино из Artistdirect в своём обзоре даёт песне 5 звёзд из 5. Он отмечает великолепную игру всех участников и называет «Battle Born» лучшей медленной песней группы со времён «The Bleeding». Также он утверждает, что песня на тот момент была одной из лучших песен группы и что она ещё раз «приоткрывает дверь» альбомов The Wrong Side of Heaven and the Righteous Side of Hell.

## Чарты
| Чарт (2013)                   | Высшая позиция |
| ----------------------------- | -------------- |
| UK Rock                       | 39             |
| US Rock Songs                 | 28             |
| US Hot Mainstream Rock Tracks | 1              |

## Участники записи
- Айвен Муди – вокал
- Золтан Батори – ритм-гитара
- Джейсон Хук – соло-гитара, бэк-вокал
- Крис Каил – бас-гитара, бэк-вокал
- Джереми Спенсер – ударные